# Amade ibne Sal ibne Haxime
Amade ibne Sal Haxime (em árabe: احمد بن سهل بن هاشم; romaniz.: Ahmed Ibn Sahl Ibn Hashim; m. 920) foi um aristocrata iraniano que serviu ao Império Safárida (861–1003) e mais tarde ao Império Samânida (819–999)

## Vida
Amade pertencia a uma família degã de Merve conhecida como Cancariã, que alegou descender do último xá sassânida Isdigerdes III (r. 632–651). Era filho de certo Sal e tinha três irmãos não identificados, que mais tarde foram mortos durante uma luta local em Merve entre iranianos e árabes. A fim de vingá-los, revoltou-se contra seu suserano, o emir safárida Anre ibne Alaite (r. 879–901), que o havia feito o governador local, mas foi derrotado e preso no Sistão. Porém, conseguiu escapar e depois voltou para Merve, onde capturou o governador Abu Jafar Guri e proclamou sua adesão ao emir samânida Ismail ibne Amade (r. 892–907).
Em 900 (ou 901), Ismail derrotou e capturou Anre em Balque, e logo conquistou seus territórios no Coração, no qual Amade também desempenhou um papel. Em ca. 902, foi nomeado governador da província recém-conquistada do Tabaristão. Mais tarde, serviu como comandante do exército em Rei e líder da guarda pessoal do príncipe samânida que governava a cidade, Abu Sale Mançor. Durante o reinado do sucessor de Ismail, Amade Samani (r. 907–914), foi enviado em 910-11 com outros oficiais samânidas proeminentes para conquistar o Sistão.
Durante o reinado de Nácer II (r. 914–943), foi enviado em 919 para reprimir a rebelião do governador do Coração, Huceine ibne Ali Marvarrudi, o que conseguiu realizar. Huceine foi capturado durante a batalha e enviado para Bucara. Depois de algumas semanas, no entanto, depois de ser enganado por Nácer, que havia lhe prometido uma certa coisa, Amade logo se rebelou em Nixapur, fez incursões na cidade samânida de Gurgã e conseguiu repelir seu governador Carateguim. Ele então se fortificou em Merve para evitar um contra-ataque. Mesmo assim, o general Hamuia ibne Ali conseguiu atrai-lo para fora de Merve e derrotou-o em uma batalha em Pequena Merve. Foi capturado e preso em Bucara, onde permaneceu até sua morte em 920.